# Astragalus tweedyi
Astragalus tweedyi är en ärtväxtart som beskrevs av William Marriott Canby. Astragalus tweedyi ingår i släktet vedlar, och familjen ärtväxter. Inga underarter finns listade i Catalogue of Life.